# 2-metilpiridină
2-Metilpiridina sau 2-picolina este un compus organic cu formula chimică C6H7N. Este un lichid incolor care are un miros neplăcut asemănător piridinei. Acesta este utilizată în principal pentru fabricarea 2-vinilpiridinei și a nitrapirinei, un produs chimic agricol.

## Obținere
2-Picolina a fost primul compus derivat de piridină raportat a fi izolat în formă pură. A fost izolată din gudron de cărbune în 1846 de către T. Anderson. Procesul chimic a fost utilizat de Reilly Industries. În prezent, se produce majoritar prin două căi principale. O metodă implică condensarea acetaldehidei și a amoniacului în prezența unui catalizator oxidic. Prin această metodă se obține un amestec de 2- și 4-picoline:

## Proprietăți
Majoritatea reacțiilor picolinei sunt bazate pe reacții aplicate la grupa metil. De exemplu, principala utilizare a 2-picolinei este ca precursor al 2-vinilpiridinei. Conversia se realizează prin condensare cu formaldehidă:
2-Picolina este, de asemenea, un precursor al produsului chimic agricol nitrapirină, care împiedică pierderea amoniacului din îngrășăminte. Oxidarea în prezență de permanganat de potasiu duce la formarea de acid picolinic: